# 林読耕斎
林 読耕斎（はやし どっこうさい / どくこうさい、寛永元年11月21日（1624年12月31日） - 万治4年1月12日（1661年2月11日））は、江戸時代前期の朱子学者。林羅山の四男で、鵞峰の弟。名は守勝、のち靖（やすし）。字は子文のち彦復、通称は右近、号は読耕斎のほかに凾三、考槃邁、剛訥子、静盧、甚斎など。第二林家の祖。徳川光圀と親しく交わったことでも知られる。

## 概要
寛永元年11月21日、京都四条新町に、林羅山の四男として生まれ、母・荒川氏の手で京都で育てられた。11歳の時、父のいる江戸へと移った。寛永16年（1639年）に父から名を守勝、字を子文、号を凾三と授けられる。正保2年（1646年）に父により名を靖、字を彦復と改められた。靖の名は「靖節先生」陶淵明にちなむ。読耕斎は仕官を望まなかったが、父兄の懇請により正保3年（1647年）剃髪して春徳を名乗った。明暦2年（1656年）法眼の地位を与えられた。万治4年（1661年）3月12日、38歳で病死。
著書に『本朝遯史』など。『本朝編年録』の編纂にも加わった。
儒者が剃髪して仏教僧の姿となることを羅山や鵞峰は事実上是認したのに対して、読耕斎は「近来凶俗」として否定的な姿勢を崩さなかった。
徳川光圀とは正保3年（1647年）に知遇を得て、しばしば水戸藩邸を訪れて経史・詩文について語ったという。読耕斎急死の報に触れた光圀は「己絶伯牙之絃」と悼んでいる。
交流のあった学者は多くはないが、那波活所、堀杏庵、父の門人の人見卜幽、辻端亭、加藤忽斎が挙げられる。また人見竹洞は弟子。
慶安3年（1650年）に徳川光圀の傅・伊藤友玄の娘を妻とした。2女2男の子女のうち、唯一成長した勝澄が跡を継いだ。